# Ethmorhynchus anophthalmus
Ethmorhynchus anophthalmus är en plattmaskart som beskrevs av Meixner 1938. Ethmorhynchus anophthalmus ingår i släktet Ethmorhynchus, och familjen Cicerinidae. Arten är reproducerande i Sverige.